# Rutki (województwo pomorskie)
Rutki (kaszub. Rutczi) – wieś kaszubska w Polsce położona w województwie pomorskim, w powiecie kartuskim, w gminie Żukowo nad Radunią.
W latach 1975–1998 miejscowość administracyjnie należała do województwa gdańskiego.
W miejscowości znajduje się elektrownia wodna na Raduni z 1908–1911, uruchomiona 19 października 1910, zasilająca pierwotnie Kartuzy, a następnie również Gdynię. Nieopodal jest most kolejowy o wysokości 30 m.

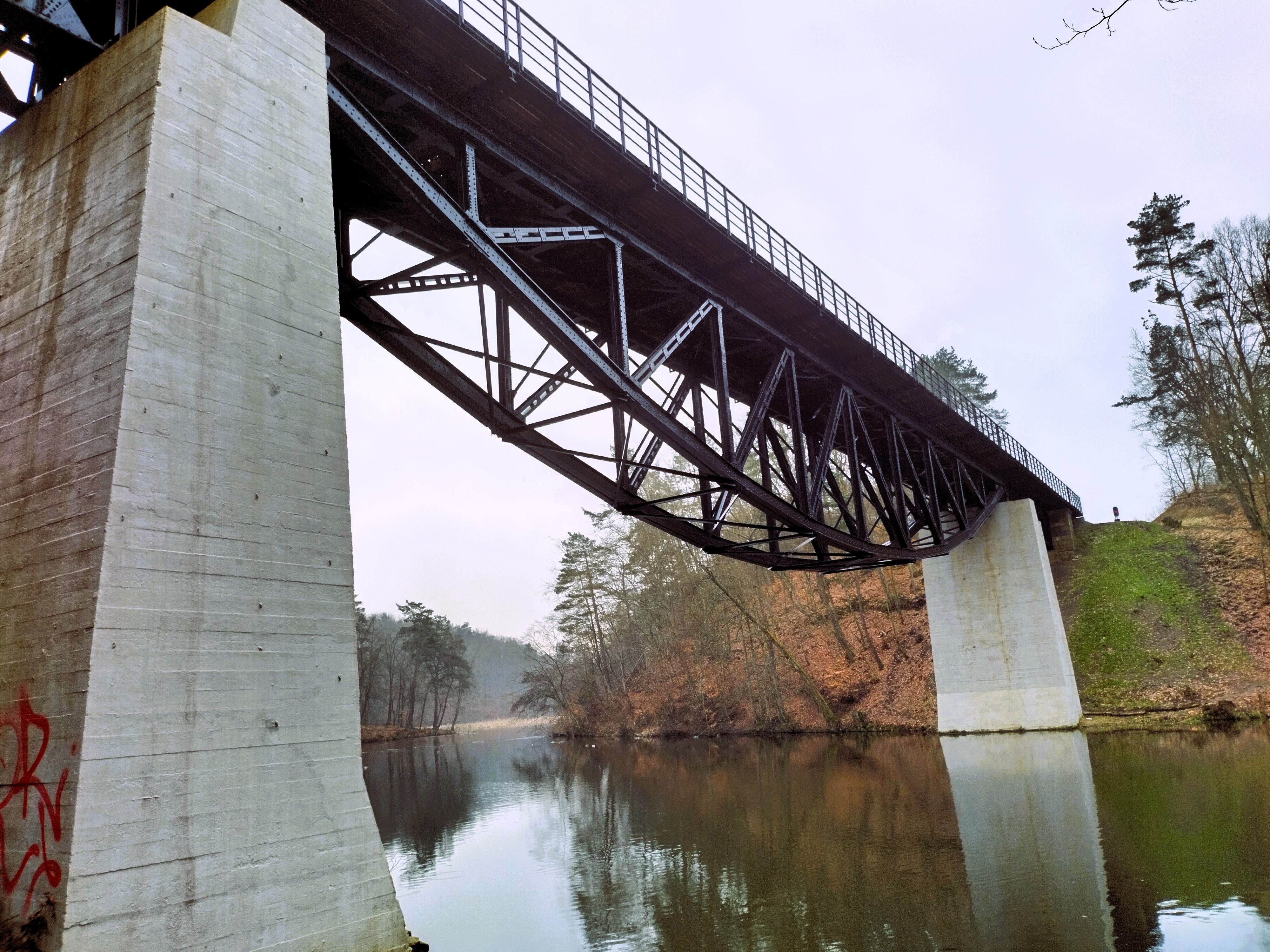
Most kolejowy w Rutkach.